# Lijst van speelplaatsen in Berkel en Rodenrijs
In de onderstaande tabel zijn alle speelplaatsen van Berkel en Rodenrijs (gemeente Lansingerland)  opgenomen. Onder speelplaatsen worden alle openbaar toegankelijke speelplekken in de buitenlucht voor kinderen bedoeld.
| Locatie                              | Coördinaten                   | Opmerkingen                                                                            | Foto              |
| ------------------------------------ | ----------------------------- | -------------------------------------------------------------------------------------- | ----------------- |
| Agaat                                | 52° 0′ 11″ NB, 4° 29′ 37″ OL  |                                                                                        |                   |
| Albert Schweizerpad / Oudelandselaan | 51° 59′ 46″ NB, 4° 28′ 23″ OL | publiek toegankelijk schoolplein                                                       |                   |
| Anemoonplantsoen                     | 51° 58′ 58″ NB, 4° 27′ 57″ OL |                                                                                        |                   |
| Anjerdreef                           | 51° 58′ 43″ NB, 4° 27′ 39″ OL | basketbalveld                                                                          |                   |
| Annie M.G. Schmidtpad                | 51° 59′ 20″ NB, 4° 27′ 31″ OL |                                                                                        |                   |
| Annie M.G. Schmidtpark centrum       | 51° 59′ 30″ NB, 4° 28′ 57″ OL | Skatebaan                                                                              | Skatebaan in 2016 |
| Annie M.G. Schmidtpark noord 1       | 51° 59′ 56″ NB, 4° 29′ 36″ OL |                                                                                        |                   |
| Annie M.G. Schmidtpark noord 2       | 51° 59′ 56″ NB, 4° 29′ 36″ OL |                                                                                        |                   |
| Annie M.G. Schmidtpark noord 3       | 51° 59′ 53″ NB, 4° 29′ 29″ OL | Cooperbaan                                                                             |                   |
| Annie M.G. Schmidtpark Zuid          | 51° 59′ 7″ NB, 4° 28′ 32″ OL  | waterspeeltuin 'Tuin van Floddertje'                                                   |                   |
| Arnemuiderpad                        | 51° 59′ 48″ NB, 4° 27′ 22″ OL |                                                                                        |                   |
| Bachplein                            | 52° 0′ 4″ NB, 4° 29′ 39″ OL   |                                                                                        |                   |
| Berkelsekade                         | 51° 59′ 54″ NB, 4° 27′ 49″ OL |                                                                                        |                   |
| Berkelsezoom 1                       | 51° 59′ 51″ NB, 4° 28′ 8″ OL  |                                                                                        |                   |
| Berkelsezoom 2                       | 51° 59′ 52″ NB, 4° 28′ 10″ OL | kleine ronde voetbalarena                                                              |                   |
| Berliozplein                         |                               |                                                                                        |                   |
| Blauwborst                           | 51° 59′ 16″ NB, 4° 28′ 4″ OL  |                                                                                        |                   |
| Blauwborst                           | 51° 59′ 16″ NB, 4° 28′ 4″ OL  | voetbalveld                                                                            |                   |
| Brandemeerplantsoen                  | 51° 59′ 59″ NB, 4° 28′ 46″ OL |                                                                                        |                   |
| Briellestraat (Berkelsewal)          | 51° 59′ 54″ NB, 4° 27′ 33″ OL |                                                                                        |                   |
| Carry van Bruggenplantsoen           | 51° 59′ 27″ NB, 4° 27′ 53″ OL |                                                                                        |                   |
| Castor                               | 52° 0′ 12″ NB, 4° 29′ 11″ OL  |                                                                                        |                   |
| Citadel                              | 51° 59′ 4″ NB, 4° 27′ 38″ OL  |                                                                                        |                   |
| De Warmoezerij 1                     | 51° 59′ 32″ NB, 4° 28′ 23″ OL |                                                                                        |                   |
| De Warmoezerij 2                     | 51° 59′ 35″ NB, 4° 28′ 25″ OL |                                                                                        |                   |
| De Wildert                           | 51° 59′ 44″ NB, 4° 28′ 47″ OL | publiek toegankelijk schoolplein van peuterspeelzaal                                   |                   |
| Deventerpad 1                        | 51° 59′ 51″ NB, 4° 27′ 28″ OL |                                                                                        |                   |
| Deventerpad 2                        | 51° 59′ 52″ NB, 4° 27′ 31″ OL |                                                                                        |                   |
| Dintelstraat                         | 51° 59′ 53″ NB, 4° 27′ 56″ OL |                                                                                        |                   |
| Edelsteenweg                         | 52° 0′ 13″ NB, 4° 29′ 39″ OL  | basketbalveld                                                                          |                   |
| Eemplantsoen                         | 51° 59′ 55″ NB, 4° 27′ 59″ OL |                                                                                        |                   |
| Erberveldplein                       | 51° 59′ 55″ NB, 4° 29′ 7″ OL  |                                                                                        |                   |
| Evert Kuilemastraat                  | 52° 0′ 2″ NB, 4° 29′ 8″ OL    |                                                                                        |                   |
| Gerberasingel                        | 51° 58′ 53″ NB, 4° 27′ 37″ OL | grote speeltuin met diverse speeltoestellen, ping pong tafel en voetbalveld            |                   |
| Gouden Uillaan                       | 51° 59′ 26″ NB, 4° 27′ 38″ OL |                                                                                        |                   |
| Griendstraat                         | 51° 59′ 14″ NB, 4° 28′ 28″ OL |                                                                                        |                   |
| Griffelplantsoen                     | 51° 59′ 13″ NB, 4° 27′ 46″ OL | diverse speeltoestellen en een groot kunstgras hockeyveld                              |                   |
| Groedestraat                         | 51° 59′ 11″ NB, 4° 28′ 26″ OL |                                                                                        |                   |
| Grutto                               | 51° 59′ 15″ NB, 4° 28′ 12″ OL |                                                                                        |                   |
| Hoornplantsoen 1                     | 51° 59′ 46″ NB, 4° 27′ 42″ OL |                                                                                        |                   |
| Hoornplantsoen 2                     | 51° 59′ 48″ NB, 4° 27′ 36″ OL |                                                                                        |                   |
| Huygenspark 1                        | 51° 59′ 44″ NB, 4° 29′ 3″ OL  |                                                                                        |                   |
| Huygenspark 2                        | 51° 59′ 47″ NB, 4° 29′ 4″ OL  |                                                                                        |                   |
| Huygenspark 3                        | 51° 59′ 52″ NB, 4° 29′ 11″ OL |                                                                                        |                   |
| Ijmeerstraat 1                       | 52° 0′ 19″ NB, 4° 28′ 39″ OL  |                                                                                        |                   |
| Ijmeerstraat 2                       | 52° 0′ 21″ NB, 4° 28′ 44″ OL  |                                                                                        |                   |
| Irispark                             | 51° 58′ 50″ NB, 4° 27′ 47″ OL |                                                                                        |                   |
| Jupiter                              | 52° 0′ 19″ NB, 4° 29′ 11″ OL  |                                                                                        |                   |
| Karel Jonckheerestraat               | 51° 59′ 32″ NB, 4° 27′ 47″ OL |                                                                                        |                   |
| Klaverweide                          | 51° 59′ 24″ NB, 4° 28′ 8″ OL  | middelgrote speeltuin met 4 grote speeltoestellen in park                              |                   |
| Lekplantsoen                         | 52° 0′ 4″ NB, 4° 28′ 0″ OL    |                                                                                        |                   |
| Lingestraat 1                        | 52° 0′ 1″ NB, 4° 27′ 52″ OL   | voetbalveld                                                                            |                   |
| Lingestraat 2                        | 52° 0′ 2″ NB, 4° 27′ 56″ OL   |                                                                                        |                   |
| Milliadeplein 1                      | 51° 59′ 58″ NB, 4° 29′ 13″ OL |                                                                                        |                   |
| Milliadeplein 2                      | 51° 59′ 58″ NB, 4° 29′ 13″ OL |                                                                                        |                   |
| Montignyplein                        | 51° 59′ 56″ NB, 4° 29′ 3″ OL  |                                                                                        |                   |
| Muijhof                              | 51° 58′ 60″ NB, 4° 28′ 18″ OL |                                                                                        |                   |
| Naardermeerstraat 1                  | 52° 0′ 7″ NB, 4° 28′ 45″ OL   |                                                                                        |                   |
| Naardermeerstraat 2                  | 52° 0′ 6″ NB, 4° 28′ 45″ OL   |                                                                                        |                   |
| Narcisplantsoen                      |                               |                                                                                        |                   |
| Oostersingel                         | 52° 0′ 5″ NB, 4° 29′ 25″ OL   |                                                                                        |                   |
| Oranjestraat                         | 51° 59′ 38″ NB, 4° 28′ 57″ OL |                                                                                        |                   |
| Parkhavenstraat 1                    | 51° 59′ 47″ NB, 4° 27′ 52″ OL | Speeltuintje met 7 speeltoestellen                                                     |                   |
| Parkhavenstraat 2                    | 51° 59′ 47″ NB, 4° 27′ 54″ OL | voetbalveld                                                                            |                   |
| Pollux                               | 52° 0′ 16″ NB, 4° 29′ 11″ OL  |                                                                                        |                   |
| Ranonkelweg                          | 51° 59′ 29″ NB, 4° 28′ 16″ OL | basketbalveld                                                                          |                   |
| Rietmeerplantsoen                    | 52° 0′ 11″ NB, 4° 28′ 49″ OL  |                                                                                        |                   |
| Rijnplantsoen                        | 51° 59′ 59″ NB, 4° 28′ 9″ OL  |                                                                                        |                   |
| Rippingstraat                        | 51° 59′ 53″ NB, 4° 28′ 54″ OL |                                                                                        |                   |
| Saturnus                             | 52° 0′ 20″ NB, 4° 29′ 17″ OL  |                                                                                        |                   |
| Schubertplein                        | 52° 0′ 2″ NB, 4° 29′ 29″ OL   |                                                                                        |                   |
| Slootermeerstraat 1                  | 52° 0′ 16″ NB, 4° 28′ 50″ OL  |                                                                                        |                   |
| Slootermeerstraat 2                  | 52° 0′ 16″ NB, 4° 28′ 46″ OL  |                                                                                        |                   |
| Slufterhof                           | 51° 58′ 53″ NB, 4° 28′ 9″ OL  |                                                                                        |                   |
| Smaragd                              | 52° 0′ 23″ NB, 4° 29′ 45″ OL  |                                                                                        |                   |
| Sneekermeerplantsoen                 | 52° 0′ 13″ NB, 4° 28′ 47″ OL  |                                                                                        |                   |
| Spinet 1                             | 52° 0′ 23″ NB, 4° 29′ 37″ OL  |                                                                                        |                   |
| Spinet 2                             | 52° 0′ 22″ NB, 4° 29′ 42″ OL  |                                                                                        |                   |
| Stationssingel                       | 51° 59′ 22″ NB, 4° 27′ 42″ OL |                                                                                        |                   |
| Stellingplantsoen                    | 51° 59′ 9″ NB, 4° 27′ 31″ OL  |                                                                                        |                   |
| Sterrenpark 1                        | 52° 0′ 17″ NB, 4° 29′ 15″ OL  | Meerdere speeltuintjes verspreid in groot park                                         |                   |
| Sterrenpark 2                        | 52° 0′ 13″ NB, 4° 29′ 18″ OL  | Voetbalveld                                                                            |                   |
| Topaas 1                             | 52° 0′ 16″ NB, 4° 29′ 37″ OL  | voetbalveld                                                                            |                   |
| Topaas 2                             | 52° 0′ 19″ NB, 4° 29′ 39″ OL  |                                                                                        |                   |
| Tulpplantsoen                        | 51° 59′ 1″ NB, 4° 28′ 3″ OL   |                                                                                        |                   |
| Uilenhof 1                           | 51° 59′ 8″ NB, 4° 27′ 52″ OL  | voetbalveld                                                                            |                   |
| Uilenhof 2                           | 51° 59′ 7″ NB, 4° 27′ 53″ OL  |                                                                                        |                   |
| Venus                                | 52° 0′ 20″ NB, 4° 29′ 23″ OL  |                                                                                        |                   |
| Vosmaerstraat 1                      | 51° 58′ 30″ NB, 4° 27′ 26″ OL |                                                                                        |                   |
| Vosmaerstraat 2                      | 51° 58′ 32″ NB, 4° 27′ 29″ OL | grote speeltuin met diverse speeltoestellen, kabelbaan, ping pong tafel en voetbalveld |                   |
| Wilgenlaan                           | 52° 0′ 8″ NB, 4° 29′ 8″ OL    | speeltuin De Kievit (betaalde toegang)                                                 |                   |
| Willem Wilminkstraat                 | 51° 59′ 15″ NB, 4° 27′ 25″ OL |                                                                                        |                   |
| Willem-Alexanderlaan                 | 51° 59′ 31″ NB, 4° 28′ 33″ OL |                                                                                        |                   |
| Woonwagenkamp                        | 52° 0′ 25″ NB, 4° 28′ 49″ OL  |                                                                                        |                   |
| Zomertaling (Condorweg)              | 51° 59′ 12″ NB, 4° 28′ 0″ OL  |                                                                                        |                   |
| Zwartemeerstraat                     | 52° 0′ 23″ NB, 4° 28′ 51″ OL  |                                                                                        |                   |